# No More Shall We Part
No More Shall We Part – jedenasty album studyjny nagrany przez zespół Nick Cave and the Bad Seeds, zarejestrowany we wrześniu 2001 roku. Tytułowe nagranie z płyty to piosenka o jego żonie, brytyjskiej modelce Susie Bick, którą poślubił niedługo przed napisaniem utworu. Na płycie znajdują się ballady podnoszące tematykę miłości, religii i śmierci. Album został wydany po czteroletniej przerwie. Płyta jest zarówno muzyczną, jak i tekstową kontynuacją wątków podjętych na The Boatman’s Call.
Zanim płyta została wydana w latach 1999–2000 Cave po raz kolejny zmagał się z uzależnieniem od heroiny oraz alkoholu. Album otrzymał w większości pozytywne recenzje.
W płycie widać wirtuozerię muzycznych talentów w zespole the Bad Seeds, którzy w perfekcyjny sposób współgrają w prawie każdym utworze. Cave śpiewa w bardziej rozległej skali wokalnej niż to robił poprzednio, osiągając poziom altu w kilku utworach.

## Lista utworów
1. As I Sat Sadly by Her Side – 6:15
2. And No More Shall We Part – 4:00
3. Hallelujah – 7:48
4. Love Letter – 4:08
5. Fifteen Feet of Pure White Snow – 5:36
6. God Is in the House – 5:44
7. Oh My Lord – 7:30
8. Sweetheart Come – 4:58
9. The Sorrowful Wife – 5:18
10. We Came Along This Road – 6:08
11. Gates to the Garden – 4:09
12. Darker with the Day – 6:07

Limitowana wersja wydawnictwa zawierała także drugi krążek z dwoma dodatkowymi utworami wymienionymi poniżej oraz prezentacją multimedialną.
1. Grief Came Riding
2. Bless His Ever Loving Heart

## Skład zespołu
- Nick Cave – śpiew, pianino
- Mick Harvey – gitara, aranżacje smyczkowe, perkusja w utworze numer 1
- Blixa Bargeld – gitara
- Conway Savage – organy
- Warren Ellis – skrzypce, aranżacje smyczkowe
- Martyn P. Casey – gitara basowa
- Thomas Wydler – perkusja

### Goście
- Jim Sclavunos – perkusja w utworze numer 4, instrumenty perkusyjne w utworze numer 5
- Kate and Anna McGarrigle – śpiew
- Gavyn Wright, Patrick Kiernan, Jackie Shave, Simon Fischer, Rebecca Hirsch – skrzypce
- Bruce White, Gustav Clarkson – altówki
- Frank Schaefer, Lionel Handy, Naomi Wright – wiolonczele
- Paul Morgan, Leon Bosch – kontrabasy

## Pozycje na listach
| Lista | Kraj   | Pozycja |
| ----- | ------ | ------- |
| OLiS  | Polska | 1       |